# Ješetice (železniční zastávka)
Ješetice jsou železniční zastávka na trati Praha – České Budějovice, která se nachází u severního portálu tunelu Deboreč, západně od stejnojmenné obce v okrese Benešov ve Středočeském kraji. Zastávka nahrazuje dřívější stejnojmennou stanici.
Zastávka byla stavebně dokončena k 1. červenci 2022 v rámci zprovoznění přeložky tratě mezi Voticemi a Sudoměřicemi u Tábora, ale vzhledem k přetrvávajícímu jednokolejnému provozu v úseku Votice – Červený Újezd u Votic byly přes prázdninové měsíce všechny osobní vlaky nahrazeny náhradní autobusovou dopravou. Vlaky zde začaly zastavovat se zavedením dvojkolejného provozu od 1. září 2022.

## Uspořádání
Zastávka je vybavena dvěma vnějšími nástupišti výšky 550 mm nad temenem kolejnice a podchodem s rampami pro bezbariérový přístup. Obě nástupiště jsou osazena přístřešky pro cestující. Zastávka nachází od obce dále než původní stanice a nejdále ze všech zastávek na budované přeložce.